# Wolkrange
Pour l’article ayant un titre homophone, voir Volkrange.
Wolkrange [vɔlkʀɑ̃ːʒ] (en allemand Wolkringen, en luxembourgeois Woulker, en wallon Wåclindje) est un village ainsi qu'une section de la commune belge de Messancy, située en Région wallonne dans la province de Luxembourg.

## Toponymie
- Wolkrenges(1289).

## Géographie

### Situation
Le village est bordé à l’est par la route nationale 81 reliant Arlon et Aubange.

### Section de Wolkrange
La section de Wolkrange comprend les villages de Buvange et de Wolkrange.

## Démographie
Wolkrange compte, au 1er janvier 2020, 484 habitants (241 hommes et 243 femmes).

## Histoire
Wolkrange était une commune à part entière avant la fusion des communes de 1977, créée en 1922 par la fusion de Buvange, Sesselich et Wolkrange (détachés de Hondelange, avec laquelle elles étaient unies depuis le régime français).

## Patrimoine et culture

### Patrimoine architectural
L’église est dédiée à la Sainte Croix.
Quatre calvaires d’un chemin de croix sont classés.

Calvaires du chemin de croix.
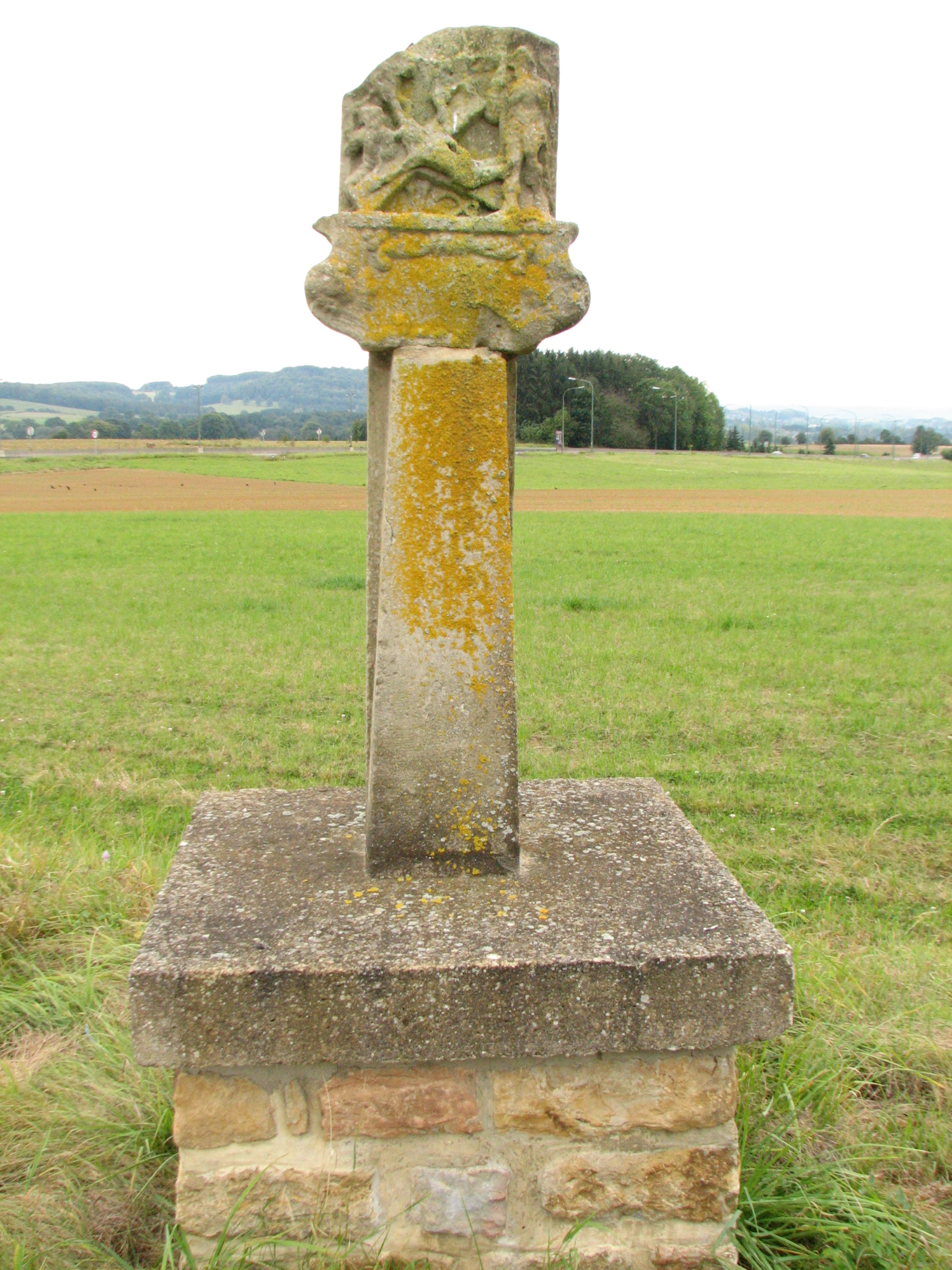
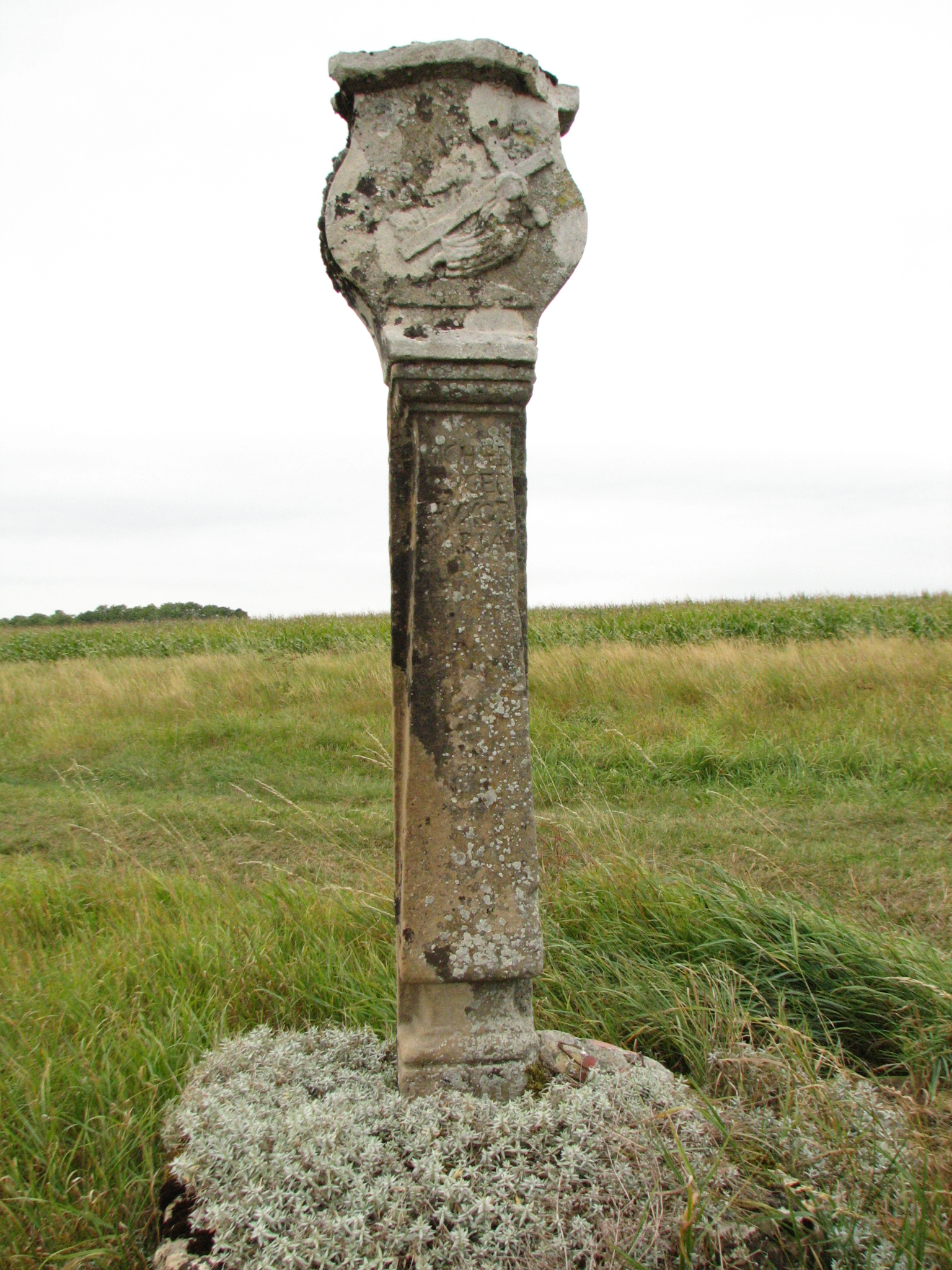
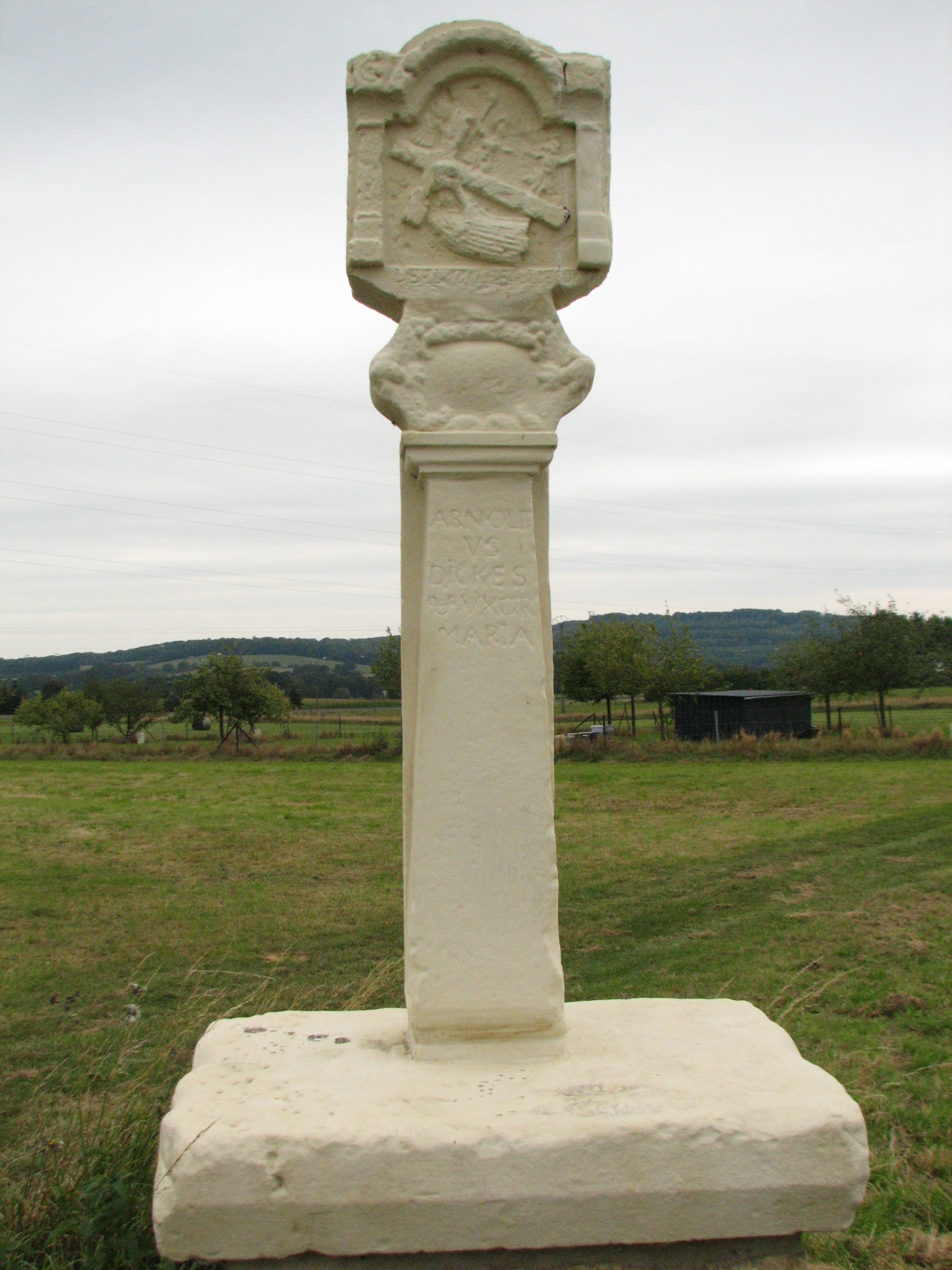
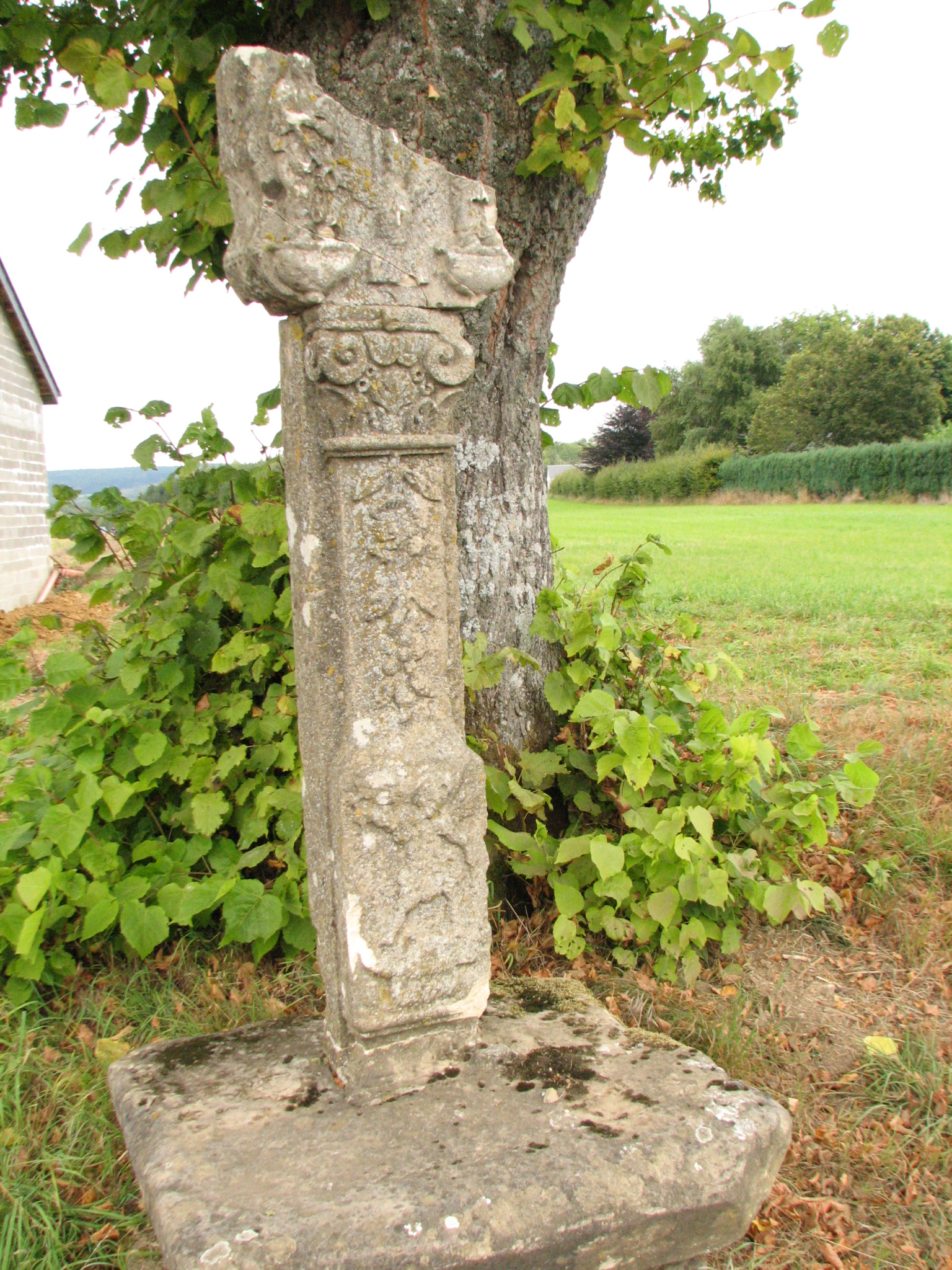